# Mészáros Zoltán (fesztiváligazgató)

Mészáros Zoltán portréja (2017). Fotó: Raffay Zsófi

Mészáros Zoltán (Budapest, 1966. december 23. –) kulturális és turisztikai vállalkozó, menedzser, fesztivál- és rendezvényszervező. A VeszprémFest, a Rozé, Rizling és Jazz Napok, valamint a Balaton Wine & Gourmet fesztiválok alapítója, a veszprémi Oliva Hotel és Étterem tulajdonosa, a Snétberger Zenei Tehetség Központ társalapítója és egykori ügyvezető igazgatója Snétberger Ferenc oldalán, akinek menedzsere is 2006-2013 között. A Veszprém-Balaton 2023 Zrt. (EKF) vezérigazgatója 2018-2020 között, majd annak főtanácsadója a Veszprém-Balaton 2023 Európa Kulturális Fővárosa rendezvénysorozat ideje alatt.

## Családja
Édesapja Mészáros Pál, édesanyja Mészáros Pálné Handler Eszter, mindketten vegyészmérnökök a Veszprémi Vegyipari Egyetemen. Húga, Judit az Eötvös Loránd Tudományegyetem matematika-fizika szakán végzett. Nős, felesége Mészáros Tünde reklámgrafikus. Gyermekei: Balázs (1991), dokumentumfilm-rendező művész (SZFE) és Marcell (1992) villamosmérnök, okl. energetikai mérnök (BME).

## Tanulmányai
A veszprémi Lovassy László Gimnáziumban érettségizett 1985-ben. 1989-ben földrajz-testnevelés szakos tanári diplomát szerzett a pécsi Janus Pannonius Tudományegyetem Tanárképző Karán, majd 2002-ben a Veszprémi Egyetemen (ma Pannon Egyetem) angol nyelvből.

## Életpályája
1992-ben társaival megalapítja a veszprémi Radio Jamet, ahol igazgató-főszerkesztőként dolgozik 2005-ig.
1997-től a Helyi Rádiók Országos Egyesületének ügyvezetője, 1999-2002 között annak elnöke.
2000-ben társával megnyitja az Oliva Panziót és Éttermet, amit később Oliva Hotel és Étterem néven fejleszt tovább.
A Veszprémi Turisztikai Egyesület létrehozásának ötletgazdája, 2005-2012 között első elnöke.
2004-ben megalapítja a Veszprémi Ünnepi Játékok fesztivált – 2010-óta VeszprémFest – amelynek igazgatója és főszervezője. 2011-ben Rozé, Rizling és Jazz Napok néven elindítja a VeszprémFest kísérőrendezvényét, 2021-ben pedig a Balaton Wine & Gourmet gasztrofesztivált.
2021 óta a Magyar Fesztiválszövetség elnökségi tagja és művészeti tagozatának vezetője.
A fesztiválszervezés mellett önálló koncertszervezőként is dolgozik 2004-2013 között. A Take 6, Brad Mehldau, Richard Bona, Paco De Lucia, Al Di Meola, Gary Moore és Snétberger Ferenc koncertjeit szervezi a Budapesti Kongresszusi Központ, a Müpa, a Főnix Csarnok, a Millenáris Park, a Kölcsey Központ, a Kodály Központ, a Harley Davidson Fesztivál és számos további magyarországi koncerthelyszín, fesztivál programjában. Koncertszervezésen túl Snétberger Ferenc zenei menedzsereként is dolgozott 2006-2013 között.
Snétberger Ferenc, roma származású Kossuth-díjas gitárművésszel való együttműködéséből nő ki 2011-ben a Snétberger Zenei Tehetség Központ, melynek társalapítójaként, ügyvezető igazgatójaként dolgozik egészen 2014-ig.
A 2000-es évek közepétől tehetséggondozással is foglalkozik. A jazz zongorista Rozsnyói Péter karrierjét támogatja, kiadója 2010-ben megjelent első lemezének (Autumn Witch), majd Bogdán Norbert roma énekes gitáros Ki Tudja című első lemezének producere 2015-ben.
A Veszprém-Balaton 2023 Európa Kulturális Fővárosa pályázat egyik meghatározó szereplője, 2018. május – 2020. március között a Veszprém-Balaton 2023 Európa Kulturális Fővárosa nyertes pályázatot megvalósító Veszprém-Balaton 2023 Zrt. vezérigazgatója, majd főtanácsadója, a gasztronómiai és digitális attrakciók területeinek vezetője.

## Díjak, elismerések
- Gizella-díj (2012)[12]
- Az Év Vállalkozója (2014)[13]
- Az Év Patrónusa (2014)[14]
- Az Év Fesztiválszervezője (2015)
- Pro Turismo-díj (2016)[15]
- A Pannon Egyetem díszpolgára (2020)
- A Magyar Jazz Mecénása (2022)[16]
- Veszprém városért Pro Urbe-díj (2023)[17]